# Родик, Лариса Владимировна
Ро́дик, Лари́са Владими́ровна (урожд. Кушнарёва, род. 8 мая 1959 года) — советская и российская театральная актриса, Народная артистка Чувашской Республики.

## Биография
Родилась 8 мая 1979 года.
В 1983 году окончила Дальневосточный педагогический институт искусств по специальности «Артист драматического театра и кино». После окончания института была приглашена работать в драматический театр, города Комсомольск-на-Амуре.
Позднее работала в Кинешемском драматическом театр имени А. Н. Островского, Ивановском областном драматическом театре и Хабаровском краевом театре драмы. В 1997 году стала актрисой Русского драматического театра в городе Чебоксары.
Вдова театрального художника Александра Родика.

## Театральные роли
Репертуарный лист:
- 1998 год:
Диана Мессершман, «Приглашение в замок» (Ж. Ануй);
Анни Саливан, «Сотворившая чудо» (У. Гибсон);
Елена Андреевна, «Дядя Ваня» (А. П. Чехов).
- 1999 год:
Варвара Васильевна, «Осенние скрипки» (И. Д. Сургучёв).
- 2000 год:
Шарлотта, «Улыбки летней ночи» (И. Бергман).
- 2001 год:
Ева, «Бал воров» (Ж. Ануй).
- 2002 год:
Глафира Фирсовна, «Последняя жертва» (А. Н. Островский).
- 2003 год:
Катерина Петровна, «Дядюшкин сон» (Ф. М. Достоевский);
Миссис Уайт, «Ключ к разгадке» (Д. Линн).
- 2004 год:
Ольга Книппер, «О любви» (М. Круглова);
Коринкина, «Без вины виноватые» (А. Н. Островский).
- 2006 год:
Лариса, «Комната невесты» (В. С. Красногоров);
Зойка, «Зойкина квартира» (М. А. Булгаков).
- 2008 год:
Аня, «Спешите делать добро» (М. М. Рощин);
Лили Бэлл, «Странная миссис Сэвидж» (Д. Патрик).
- 2009 год:
Люля, «Прогулка в Лю-Блё» (К. Рубина).

## Признание и награды
- 2002 год:
  - специальный приз жюри на Республиканском конкурсе театрального искусства «Узорчатый занавес» (чув. Чĕнтĕрлĕ чаршав) — роль Глафиры Фирсовны в спектакле А. Н. Островского «Последняя жертва».
- 2004 год:
  - лучшая женская роль на Республиканском конкурсе театрального искусства «Узорчатый занавес» — роль Ольги Книппер в спектакле М. Кругловой «О любви» («Тоска по Чехову»);
  - победа на Республиканском конкурсе самостоятельных актёрских работ — моноспектакль «Театральные сумерки»;
  - присвоение почётного звания «Заслуженная артистка Чувашской Республики».[3][4]
- 2020:
  - присвоено звание заслуженной артистки Российской Федерации (8 июня 2020 год) — за большой вклад в развитие отечественной культуры и искусства, многолетнюю плодотворную деятельность[5].